# Dolní Žleb

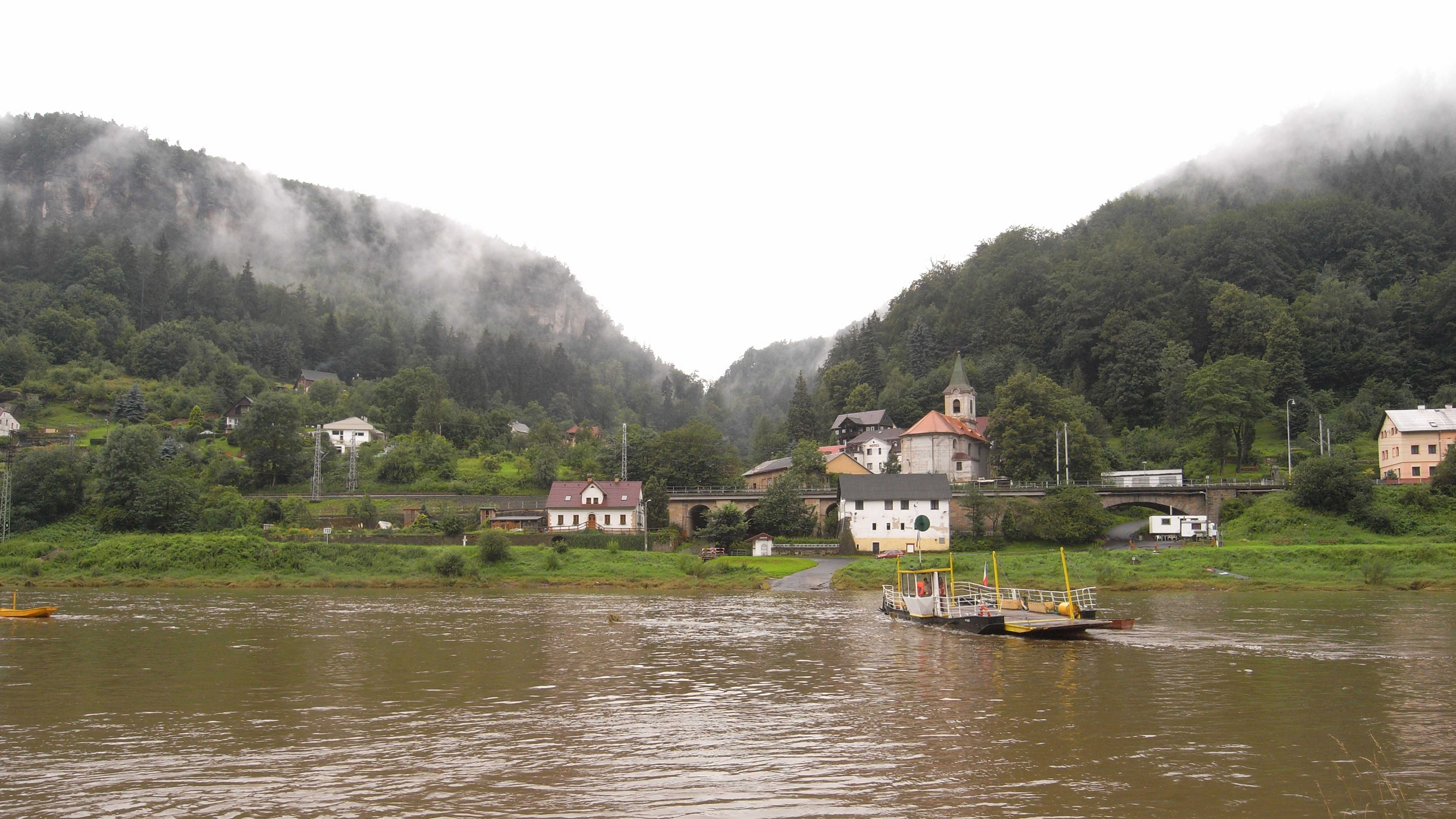
Dolní Žleb an der Elbe

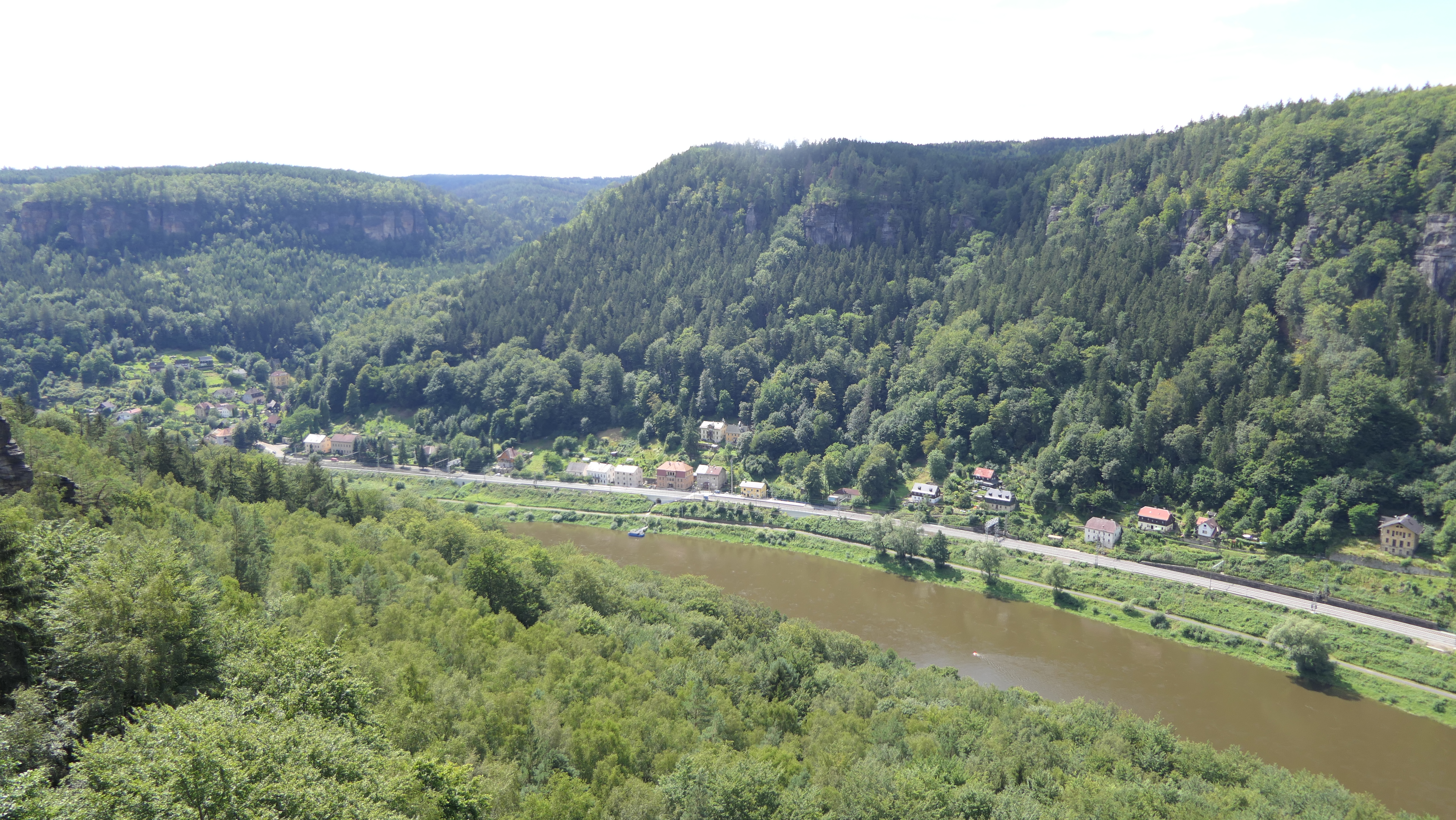
Blick auf Dolní Žleb von der Aussichtsplattform Belvedér

Dolní Žleb (bis 1949 Dolní Grunt nad Labem, deutsch Niedergrund an der Elbe) ist ein Dorf am linken Ufer der Labe (Elbe) in der Böhmischen Schweiz. Es gehört als Ortsteil zur Stadt Děčín (Děčín XIV – Dolní Žleb).

## Lage und Umgebung
Das Dorf besitzt einen Bahnhof an der Bahnstrecke Dresden–Děčín und ist durch eine Fähre mit dem anderen Elbufer verbunden.
Stromaufwärts schließt sich die Ortslage Spáleniště der Gemeinde Dolní Žleb an. Stromabwärts zog sich die Siedlung einst bis an die deutsch-tschechische Grenze an der Gelobtbachmühle hin. Heute sind zahlreiche Häuser nicht mehr vorhanden. Im Ort befindet sich eine Kirche. Der Ort wird von dem aus westlicher Richtung herabfließenden und in die Elbe einmündenden Wasserlauf Dolnožlebský potok (Lehmischbach), im Unterlauf Kamenka, durchschnitten.

## Geschichte

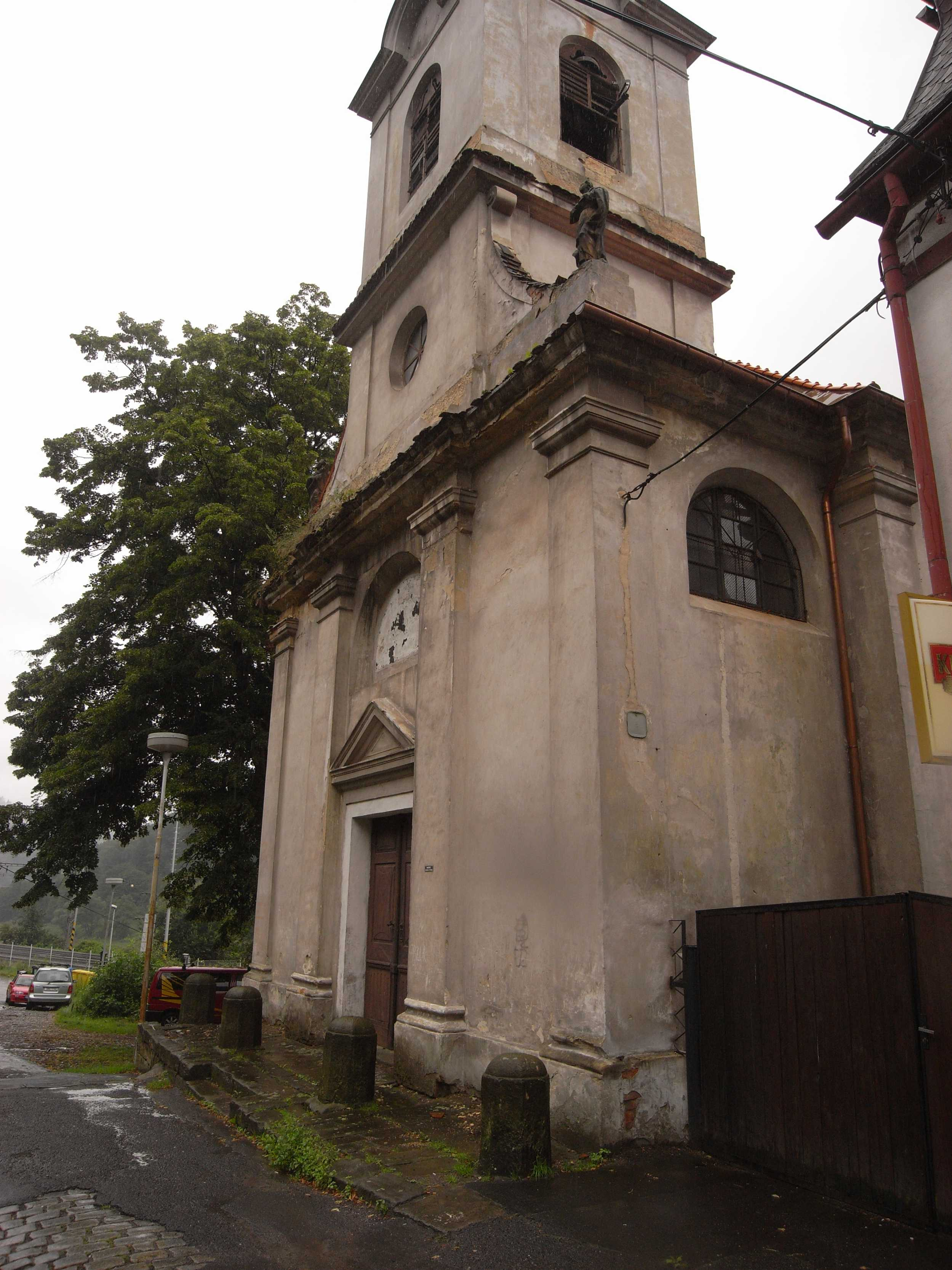
Kirche der Allerheiligen Dreifaltigkeit (klassizistisch)

Seit 1850 bildete Niedergrund/Dolní Grunt eine Gemeinde im Bezirk Tetschen. 1948 erhielt die Gemeinde den Namen Dolní Žleb. Seit 1980 ist das Dorf ein Ortsteil von Děčín.
Bis in jüngerer Zeit besaß der Ort keine direkte Straßenanbindung. In dieser Zeit war die Fährverbindung die einzige Möglichkeit, mit dem Auto nach Dolní Žleb zu gelangen. Seit einigen Jahren ist der jetzt als Elberadweg ausgezeichnete Uferweg entlang der Bahnstrecke von Děčín so befestigt, dass er für den Kraftfahrzeugverkehr geeignet ist.
1991 hatte der Ort 120 Einwohner. Im Jahr 2001 bestand das Dorf aus 47 Häusern, in denen 151 Menschen lebten.

### Sandsteinabbau
Eine gewisse Bedeutung erhielt das Dorf durch einen größeren Sandsteinbruch, der über mehrere Jahrhunderte für bedeutende Bauvorhaben Material lieferte. Dazu gehört beispielsweise der große Ausbau des Brunnens auf Schloss Tetschen im Jahr 1670. Später verwendete man ihn in erheblichen Umfang zum Bau der Festung Theresienstadt sowie in den Städten Děčín (Tetschen) und Litoměřice (Leitmeritz). In den Jahren 1868 bis 1888 wurde der Stein zu Erneuerungsarbeiten am St.-Veits-Dom in Prag und im Zeitraum von 1871 bis 1872 zum Bau des Prager Nationaltheaters eingesetzt.
Um 1900 gehörte dieser Steinbruch Mathias Bechtel aus Niedergrund. Der Sandstein wurde mit den Namen Niedergrunder Sandstein oder Teichsandstein gehandelt. Nachgewiesene Bauten in Deutschland mit Werksteinen aus diesem Bruch sind in Dresden der Hauptbahnhof (1893–1898), das Residenzschloss, das Finanzministerium (1889–1896), das Gerichtsgebäude am Sachsenplatz (1888–1892) und der Kunstakademiebau (1887–1894). In Leipzig sind es das Reichsgerichtsgebäude und weitere Bauten. Lieferung des Niedergrunder Sandsteins sind auf der Elbe bis nach Hamburg gegangen, deren konkrete Verwendung nicht bekannt ist.

Nach 1945 wurde der Abbau eingestellt. 
Der Sandstein trat in grauen und hellgelben Varianten auf und ist ein wetterbeständiges Baugestein. Für Schleifsteine war der Sandstein nicht geeignet, weil er nicht genügend nachgab.
Erdgeschichtlich gehört er wie alle Baugesteine aus dem Elbsandsteingebirge in die Zeit der Kreide. Es ist ein überwiegend mittelkörniger Quarzsandstein der Bělohorské-Jizerské souvrství (Weißenberger-Iser-Formation) vom unteren bis mittleren Turon.

## Söhne und Töchter der Stadt
- 1929: Richard Sperl, Marx-Engels-Forscher